# Progetto 242
Il progetto 242 è stato uno studio per la realizzazione di un razzo termico nucleare a ciclo aperto proposto da Carlo Rubbia nel 1998, e studiato dall'Agenzia Spaziale Italiana fino al 2001, per l'impiego per voli interplanetari con equipaggio.
Il motore può essere descritto come una cavità, realizzata con materiale riflettore di neutroni e di forma geometricamente favorevole, rivestita internamente da una pellicola di americio-242 dello spessore di 1 µm, di cui verrebbe indotta la fissione per bombardamento neutronico. I frammenti di fissione trasferirebbero la propria energia cinetica sotto forma di calore a del gas idrogeno che, divenuto plasma, verrebbe poi espanso fuori dal motore attraverso un ugello de Laval, con una velocità effettiva di efflusso di 40.000 m/s, generando una spinta in direzione opposta.
La spinta relativamente modesta (3000 N) limiterebbe il motore a un uso esclusivamente spaziale. L'impulso specifico molto elevato, tuttavia, consentirebbe di applicare la spinta per lunghi periodi, effettuando grandi variazioni di velocità con piccole quantità di propellente, e permettendo quindi di dedicare la maggior parte della massa e del volume del velivolo al carico utile.